# Оливейра, Виктор
Виктор Оливейра (порт. Victor Oliveira; 28 мая 1994, Консейсан-ду-Арагуая, Бразилия) — бразильский футболист, выступающий на позиции защитника в тираспольском клубе «Шериф».

## Карьера
Виктор воспитанник футбольного клуба «Коринтианс». В 2013 году он присоединился к клубу «Атлетико Гоияниенсе».
22 июля 2014 года Виктор Оливейра дебютировал в Серии Б, выйдя на замену во втором тайме в матче против клуба «Оэсте».
23 декабря 2014 года подписал трехлетний контракт с клубом «Флуминенсе», но уже в 2016 году перешёл в «Жоинвиль». Осенью 2016 года подписал контракт с тираспольским клубом «Шерифом».